# تپه آقا میر
تپه آقا میر مربوط به دوران‌های تاریخی پس از اسلام است و در شهرستان تاکستان، بخش ضیاءآباد، روستای قلعه‌جوق واقع شده و این اثر در تاریخ ۳ بهمن ۱۳۷۹ با شمارهٔ ثبت ۳۰۱۳ به‌عنوان یکی از آثار ملی ایران به ثبت رسیده است.